# Benlhevai
Benlhevai is een plaats (freguesia) in de Portugese gemeente Vila Flor en telt 214 inwoners (2001).